# 马略特环形山
马略特环形山（Mariotte）是位于月球背面南半部的一座大撞击坑，约形成于38-32亿年前的晚雨海世，其名称取自法国物理学家暨植物生理学家埃德姆·马略特（1620年-1684年），1970年被国际天文学联合会批准接受。

## 描述

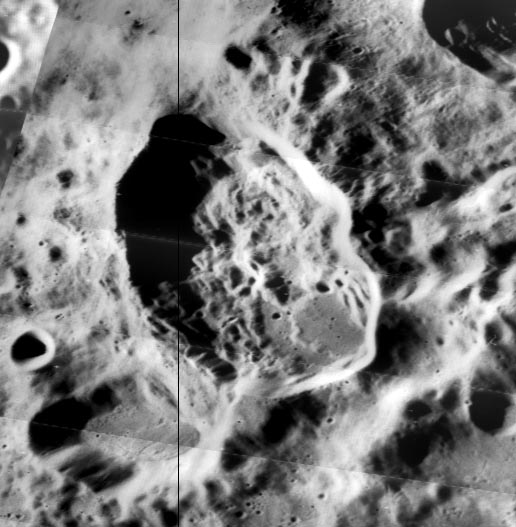
月球轨道器拍摄的图像

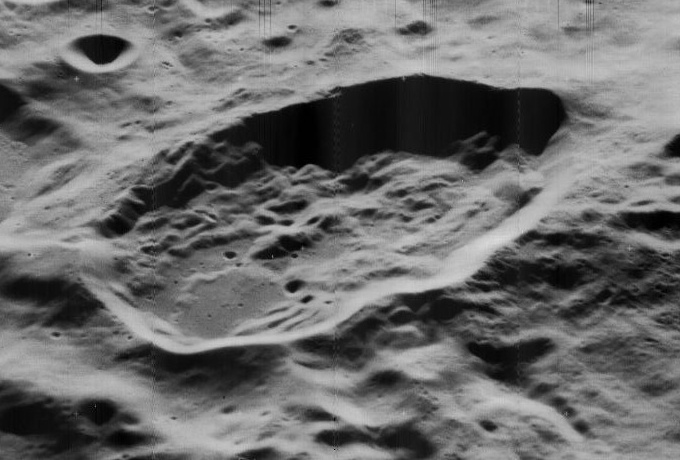
月球轨道器5号拍摄的斜视图

该陨坑西南坐落了巨大的阿波罗环形山、北面和东北分别毗邻较小的村上陨石坑和达斯陨石坑，已损毁的切比雪夫环形山位于它的东南、而南侧则横亘了科雷米诺夫环形山。
该陨坑中心月面坐标为28°28′S 139°04′W / 28.46°S 139.06°W，直径70.27公里，深度约2.76公里。
马略特环形山象一座被拉长的陨石坑，东南向额外长5公里，整体尺寸约为70×50公里，外观轮廓略呈卵状，坑壁边沿峻峭、连续，但东侧部分走势弯曲，而南侧和西南段有所磨损，其余部分坑壁则清晰、完整。陨坑内侧壁平整陡峭，坑壁最大高出周边地形1290米，内部容积约4392立方千米。除东南部外，坑内地表崎岖坎坷，从坑底中心向西北偏北延伸了一道嶙峋的长岭。

## 卫星陨石坑
按惯例，最靠近马略特环形山的卫星坑将在月图上以字母标注在它的中心点旁边.
| 马略特 | 纬度    | 经度     | 直径    |
| ------ | ------- | -------- | ------- |
| P      | 29.9° S | 139.7° W | 30 公里 |
| R      | 30.1° S | 141.6° W | 33 公里 |
| U      | 27.9° S | 142.8° W | 34 公里 |
| X      | 25.3° S | 140.0° W | 20 公里 |
| Z      | 22.9° S | 139.0° W | 47 公里 |

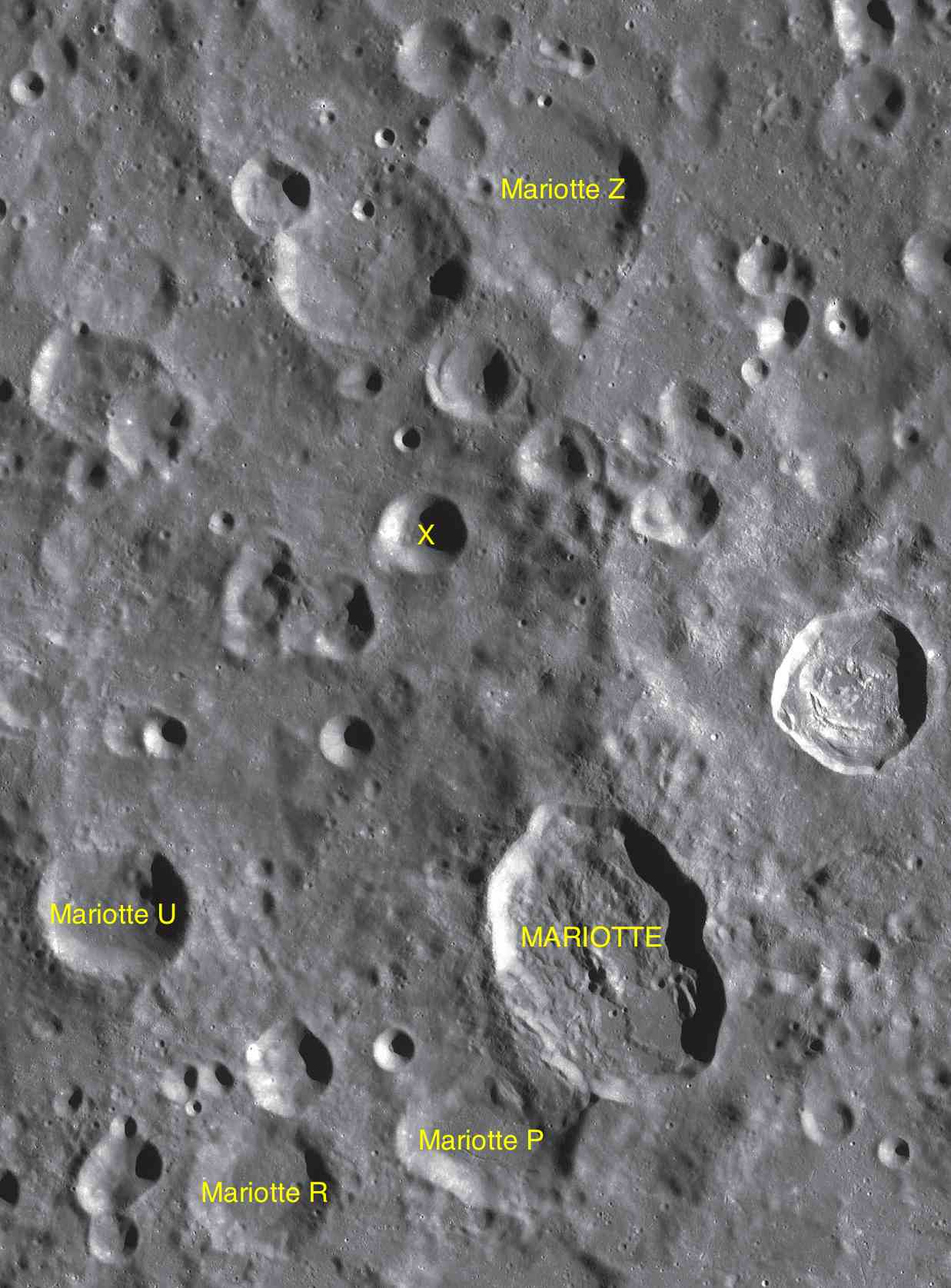
LAC-106 区域图

- 1991年卫星坑“马略特 Y”被国际天文学联合会更名村上陨石坑；
- 卫星坑“马略特 R”和“马略特 U”约形成于酒海纪[1]。

## 另请参阅
- Andersson, L. E.; Whitaker, E. A. . NASA RP-1097. 1982.
- Blue, Jennifer. . USGS. July 25, 2007  [2007-08-05]. （原始内容存档于2015-05-26）.
- Bussey, B.; Spudis, P. . New York: Cambridge University Press. 2004. ISBN 978-0-521-81528-4.
- Cocks, Elijah E.; Cocks, Josiah C. . Tudor Publishers. 1995. ISBN 978-0-936389-27-1.
- McDowell, Jonathan. . Jonathan's Space Report. July 15, 2007  [2007-10-24]. （原始内容存档于2015-01-12）.
- Menzel, D. H.; Minnaert, M.; Levin, B.; Dollfus, A.; Bell, B. . Space Science Reviews. 1971, 12 (2): 136–186. Bibcode:1971SSRv...12..136M. doi:10.1007/BF00171763.
- Moore, Patrick. . Sterling Publishing Co. 2001. ISBN 978-0-304-35469-6.
- Price, Fred W. . Cambridge University Press. 1988. ISBN 978-0-521-33500-3.
- Rükl, Antonín. . Kalmbach Books. 1990. ISBN 978-0-913135-17-4.
- Webb, Rev. T. W.  6th revised. Dover. 1962. ISBN 978-0-486-20917-3.
- Whitaker, Ewen A. . Cambridge University Press. 1999. ISBN 978-0-521-62248-6.
- Wlasuk, Peter T. . Springer. 2000. ISBN 978-1-85233-193-1.